# Дивизополис
Дивизополис (порт. Divisópolis) — муниципалитет в Бразилии, входит в штат Минас-Жерайс. Составная часть мезорегиона Жекитиньонья. Входит в экономико-статистический микрорегион Алменара. Население составляет 6932 человека на 2006 год. Занимает площадь 566,070 км². Плотность населения — 12,2 чел./км².

## История
Город основан 27 апреля 1992 года.

## Статистика
- Валовой внутренний продукт на 2003 год составляет 18 273 381,00 реалов (данные: Бразильский институт географии и статистики).
- Валовой внутренний продукт на душу населения на 2003 год составляет 2717,64 реалов (данные: Бразильский институт географии и статистики).
- Индекс развития человеческого потенциала на 2000 год составляет 0,605 (данные: Программа развития ООН).

## География
Климат местности: умеренный.